# Mapa d'Anosov
En matemàtiques, més particularment en els camps dels sistemes dinàmics i la topologia geomètrica, un mapa d'Anosov sobre una varietat M és un cert tipus de mapatge, de M a si mateix, amb direccions locals d'«expansió» i «contracció» força clarament marcades. Els sistemes Anosov són un cas especial dels sistemes d'Axioma A.
Els difeomorfismes d'Anosov van ser introduïts per Dmitri Victorovitx Anosov, qui va demostrar que el seu comportament era genèric en un sentit adequat (quan existeixen).

## Visió general
Cal distingir tres definicions estretament relacionades:
- Si un mapa diferenciable f en M té una estructura hiperbòlica en el fibrat tangent, llavors s'anomena mapa d'Anosov. Alguns exemples inclouen el mapa de Bernoulli i el mapa del gat d'Arnold.
- Si el mapa és un difeomorfisme, llavors s'anomena difeomorfisme d'Anosov.
- Si un flux en una varietat divideix el paquet tangent en tres subfibres invariants, amb un subgrup que es contrau exponencialment i un altre que s'expandeix exponencialment, i un tercer subgrup unidimensional, no expansiu i no contraent (abastat per la direcció del flux), aleshores el flux s'anomena flux d'Anosov.

Un exemple clàssic del difeomorfisme d'Anosov és el mapa del gat d'Arnold.
Anosov va demostrar que els difeomorfismes d'Anosov són estructuralment estables i formen un subconjunt obert de mapes (fluxos) amb la topologia C¹.
No totes les varietats admeten un difeomorfisme d'Anosov; per exemple, no hi ha aquests difeomorfismes a l'esfera. Els exemples més senzills de varietats compactes que les admeten són els tors; admeten els anomenats difeomorfismes lineals d'Anosov, que són isomorfismes que no tenen valor propi de mòdul 1. Es va demostrar que qualsevol altre difeomorfisme d'Anosov en un tor està topològicament conjugat a una d'aquestes espècies.
El problema de classificar varietats que admeten difeomorfismes d'Anosov va resultar molt difícil, i encara un 2012 no té resposta. Els únics exemples coneguts són les varietats infranils, i es conjectura que són les úniques.
Una condició suficient per a la transitivitat és que tots els punts siguin no errants: {\displaystyle \Omega (f)=M}.
A més, es desconeix si tot difeomorfisme d'Anosov que conserva el volum {\displaystyle C^{1}}és ergòdic. Anosov ho va demostrar sota la suposició {\displaystyle C^{2}}. També és cert pel difeomorfismes d'Anosov que conserven el volum {\displaystyle C^{1+\alpha }}.
Per al difeomorfisme transitiu d'Anosov {\displaystyle C^{2}}, {\displaystyle f\colon M\to M} existeix una mesura SRB única (l'acrònim és per al Sinai, Ruelle i Bowen) {\displaystyle \mu _{f}} suportat a {\displaystyle M} de manera que la seva conca {\displaystyle B(\mu _{f})} és de volum total, on 
{\displaystyle B(\mu _{f})=\left\{x\in M:{\frac {1}{n}}\sum _{k=0}^{n-1}\delta _{f^{k}x}\to \mu _{f}\right\}.}

## Flux d'Anosov sobre (fibrats tangents de) superfícies de Riemann
Com a exemple, aquest apartat desenvolupa el cas del flux d'Anosov sobre el fibrat tangent d'una superfície de Riemann de curvatura negativa. Aquest flux es pot entendre en termes del flux sobre el fibrat tangent del model de semiplà de Poincaré de geometria hiperbòlica. Les superfícies de Riemann de curvatura negativa es poden definir com a models fucsians, és a dir, com els quocients del semiplà superior i un grup fucsià. Per al següent, sigui H el semiplà superior; sigui Γ un grup fucsià, sigui M = H/Γ una superfície de Riemann de curvatura negativa com a quocient de «M» per l'acció del grup Γ, sigui {\displaystyle T^{1}M} el fibrat tangent de vectors de longitud unitat a la varietat M, i sigui {\displaystyle T^{1}H} el fibrat tangent de vectors d'unitat de longitud a H. Es pot observar que un fibrat de vectors d'unitat de longitud en una superfície és el fibrat principal d'un fibrat de línies complex.

### Camps vectorials de Lie
Es pot veure que {\displaystyle T^{1}H} és isomorf al grup de Lie PSL(2,R). Aquest grup és el grup d'isometries que conserven l'orientació del semiplà superior. L'àlgebra de Lie de PSL(2,R) és sl(2,R) i està representada per les matrius
{\displaystyle J={\begin{pmatrix}1/2&0\\0&-1/2\\\end{pmatrix}}\qquad X={\begin{pmatrix}0&1\\0&0\\\end{pmatrix}}\qquad Y={\begin{pmatrix}0&0\\1&0\end{pmatrix}}}
que tenen l'àlgebra
{\displaystyle [J,X]=X\qquad [J,Y]=-Y\qquad [X,Y]=2J}
Les aplicacions exponencials
{\displaystyle g_{t}=\exp(tJ)={\begin{pmatrix}e^{t/2}&0\\0&e^{-t/2}\\\end{pmatrix}}\qquad h_{t}^{*}=\exp(tX)={\begin{pmatrix}1&t\\0&1\\\end{pmatrix}}\qquad h_{t}=\exp(tY)={\begin{pmatrix}1&0\\t&1\\\end{pmatrix}}}
definir fluxos invariants a la dreta a la varietat de {\displaystyle T^{1}H=\operatorname {PSL} (2,\mathbb {R} )}, i així mateix en {\displaystyle T^{1}M}. Definim {\displaystyle P=T^{1}H} i {\displaystyle Q=T^{1}M}, aquests fluxos defineixen camps vectorials a P i Q, els vectors dels quals es troben en TP i TQ. Aquests són només els camps vectorials de Lie estàndard i ordinaris a la varietat d'un grup de Lie, i la presentació anterior és una exposició estàndard d'un camp vectorial de Lie.

### Flux d'Anosov
La connexió amb el flux d'Anosov prové de la constatació que {\displaystyle g_{t}} és el flux geodèsic a P i Q. Els camps vectorials de Lie queden (per definició) invariants sota el acció d'un element de grup, es té que aquests camps queden invariants sota els elements específics {\displaystyle g_{t}} del flux geodèsic. En altres paraules, els espais TP i TQ es divideixen en tres espais unidimensionals, o subfibres, cadascun dels quals és invariant sota el flux geodèsic. El pas final és observar que els camps vectorials d'un subgrup s'expandeixen (i s'expandeixen de manera exponencial), els d'un altre no canvien i els d'un tercer es redueixen (i ho fan de manera exponencial).
Més precisament, el fibrat tangent TQ es pot escriure com la suma directa
{\displaystyle TQ=E^{+}\oplus E^{0}\oplus E^{-}}
o, en un punt {\displaystyle g\cdot e=q\in Q}, la suma directa
{\displaystyle T_{q}Q=E_{q}^{+}\oplus E_{q}^{0}\oplus E_{q}^{-}}
corresponents als generadors d'àlgebra de Lie Y, J i X, respectivament, portats, per l'acció esquerra de l'element del grup g, des de l'origen e fins al punt q. És a dir, un té {\displaystyle E_{e}^{+}=Y,E_{e}^{0}=J} i {\displaystyle E_{e}^{-}=X}. Aquests espais són subfibres cadascun d'ells, i es conserven (són invariants) sota l'acció del flux geodèsic; és a dir, sota l'acció d'elements del grup {\displaystyle g=g_{t}}
Comparar les longituds de vectors en {\displaystyle T_{q}Q} en diferents punts q, es necessita una mètrica. Qualsevol producte interior a {\displaystyle T_{e}P=sl(2,\mathbb {R} )} s'estén a una mètrica riemanniana invariant a l'esquerra a P i, per tant, a una mètrica riemanniana a Q. La longitud d'un vector {\displaystyle v\in E_{q}^{+}} s'expandeix exponencialment de forma exp(t) sota l'acció de {\displaystyle g_{t}}. La longitud d'un vector {\displaystyle v\in E_{q}^{-}} es redueix exponencialment de forma exp(-t) sota l'acció de {\displaystyle g_{t}}. Vectors en {\displaystyle E_{q}^{0}} no canvien. Això es pot veure examinant com es desplacen els elements del grup. El flux geodèsic és invariant,
{\displaystyle g_{s}g_{t}=g_{t}g_{s}=g_{s+t}}
però els altres dos es contrauen i s'expandeixen:
{\displaystyle g_{s}h_{t}^{*}=h_{t\exp(-s)}^{*}g_{s}}
i 
{\displaystyle g_{s}h_{t}=h_{t\exp(s)}g_{s}}
on recordem que un vector tangent en {\displaystyle E_{q}^{+}} ve donada per la derivada, respecte a t, de la corba {\displaystyle h_{t}}, quan {\displaystyle t=0}.

### Interpretació geomètrica del flux d'Anosov
En actuar sobre el punt {\displaystyle z=i} del semiplà superior, {\displaystyle g_{t}} correspon a una geodèsica del semiplà superior, que passa pel punt {\displaystyle z=i}. L'acció és l'acció de transformació de Möbius estàndard de SL(2,R) al semiplà superior, de manera que 
{\displaystyle g_{t}\cdot i={\begin{pmatrix}\exp(t/2)&0\\0&\exp(-t/2)\end{pmatrix}}\cdot i=i\exp(t)}
Una geodèsica general ve donada per
{\displaystyle {\begin{pmatrix}a&b\\c&d\end{pmatrix}}\cdot i\exp(t)={\frac {ai\exp(t)+b}{ci\exp(t)+d}}}
amb a, b, c i d real, i amb {\displaystyle ad-bc=1}. Les corbes {\displaystyle h_{t}^{*}} i {\displaystyle h_{t}} s'anomenen horocicles. Els horocicles corresponen al moviment dels vectors normals d'una horosfera al semiplà superior.